# ستيفن دبليو بيرنز
ستيفن دبليو بيرنز (بالإنجليزية: Stephen W. Burns)‏ مواليد 15 نوفمبر 1954 في بنسيلفانيا، الولايات المتحدة - الوفاة 22 فبراير 1990 في سانتا باربارا، الولايات المتحدة، هو ممثل أمريكي بدأ مسيرته الفنية سنة 1978. ظهر في مسلسل سيمون وسيمون (1987).

## روابط خارجية
- ستيفن دبليو بيرنز على موقع IMDb (الإنجليزية)
- ستيفن دبليو بيرنز على موقع ألو سيني (الفرنسية)
- ستيفن دبليو بيرنز على موقع أول موفي (الإنجليزية)
- ستيفن دبليو بيرنز على موقع قاعدة بيانات الأفلام السويدية (السويدية)
- ستيفن دبليو بيرنز على موقع قاعدة بيانات الفيلم (الإنجليزية)
- ستيفن دبليو بيرنز على موقع كينوبويسك (الروسية)